# Xylopia elliotii
Xylopia elliotii Pierre ex Engl. & Diels – gatunek rośliny z rodziny flaszowcowatych (Annonaceae Juss.). Występuje naturalnie w Gwinei, Sierra Leone, Liberii, na Wybrzeżu Kości Słoniowej, w Ghanie, Burkina Faso, Nigerii oraz Kamerunie. 

## Morfologia
PokrójZimozielone drzewo.
LiścieMają owalnie lancetowaty kształt. Mierzą 5–9 cm długości oraz 2–3 szerokości. Nasada liścia jest prawie klinowa.
KwiatySą pojedyncze. Rozwijają się w kątach pędów. Wydzielają zapach. Płatki zewnętrzne mają liniowy kształt i dorastają do 2,5 cm długości.

## Biologia i ekologia
Rośnie w lasach